# Fekete-cser mosómedvekopó
A fekete-cser mosómedvekopó (black and tan coonhound) egy kifejezetten amerikai stílusú vadászkutya fajta, a nyomkövető vadászkutyák tagja, kemény munkakörülményekre kitenyésztve. A mosómedvekopót az államokban nagyra értékelik.

## Bevezetés
A fekete-cser mosómedvekopót elsősorban Észak-Amerikában a mosómedve bekerítésére, fára űzésére használják. A fajtát az angol véreb és a fekete-cser rókakopó keresztezéséből tenyésztették ki. A fekete-cser mosómedvekopó jellegzetesen a szaglásnak él. A bátorság teszi a mosómedvekopó gyakorlott vadásszá szarvasra, medvére, hegyi oroszlánra és más nagyvadra, bár sok amerikai állam korlátozza agancsos állatok vadászatát kutyákkal. Az általános benyomás az erő és az éberség, azzal a képességgel párosulva, hogy nagy távolságot képes befutni gyorsan erőteljes, ritmikus léptekkel. Saját, egyedi hangját a tulajdonosok már nagy távolságból felismerik.

## Küllem
A fekete-cser mosómedvekopó fajta standard a következő:
- Szemszín mogyoróbarnától a sötétebb barnáig
- Fülek rendkívül hosszúak, nyakig lógnak, széles, vékonyak, a kutya fejétől alacsonyan és messze ülnek.
- A fekete-cser jegyei hasonlóak dobermannra és a rottweilerére, de más, fontos különbségek megkülönböztetik ezeket a fajtákat a mosómedvekopótól. A legfontosabb küllem a hosszú farok és a fülek, a hangos, üvöltő ugatásuk.
- A lábak hosszúak, a testhez arányosak, ami hosszú, izmos és finoman mintázott.
- A farok a hát vonalánál kissé alacsonyabban tűzött, erősen kúpos, a vége a kutya hátára derékszögben áll amikor a kutya figyel vagy izgatott.
- A hímek általában nagyobbak és nehezebb csontozatúak, mint a nőstények.

Bundájában az uralkodó szín a fekete, a cservörös rajzolat a testfelület 10-15%-ára terjedhet ki. Mellkasán esetenként fehér foltok láthatók.

## Történet
Kialakulása az 1700-as évekre tehető. A fekete-cser mosómedvekopó leszármazottai egészen a középkori Anglia Talbot vadászkutyáira vezethetőek vissza. A gyarmati időszakban különböző fajtájú rókakopókat, vérebeket és egyéb vadászkutyákat importáltak Észak-Amerikába Anglia, Írország és Franciaország területeiről az akkoriban népszerű sporthoz, a rókavadászathoz. Ezek a fajták alkották a kezdeti összetételt. A rókakopó fajtákat találták a legmegfelelőbbnek az olyan állatok vadászatára, melyek nem talaj közelében rejtőznek, hanem fákra menekülnek, mint a mosómedve az oposszum a hiúz vagy még ezeknél is nagyobb zsákmány, a hegyi oroszlán és a medve. Ezekből a vadászkutyákból egy olyan "fárűző" kutyát tenyésztettek ki, ami 24–48 órás vagy annál régebbi nyomot is követni tud. Ehhez nagyban hozzájárult a véreb vér, ami a fajta egyik meghatározó vonala. Órákon, akár napokon át is képes űzni a vadat "hideg nyomon", nem riad meg egy sarokba szorított állat támadásától és emberi parancsok nélkül, függetlenül is követi a vadat a vadászaton. Egy jó mosómedvekopó jellegzetes hangon, üvöltve jelez gazdájának a préda hollétéről és a fán tartja a zsákmányát, amíg az meg nem érkezik. Más vadászkutyafajták gyakran nyomot tévesztenek, ha a zsákmányállat a fákra menekül, ezzel kétségessé téve a vadászat kimenetelét. A fekete-cser színváltozatot 1900-ban elsőként ismerték el a mosómedvekopó fajták közül. Fontos szerepük van az Amerikában népszerű mosómedve vadászatban.
A név a walesi kutya "cŵn" szóból származik. Elterjedt közhiedelem, hogy ez a kutya a nevét eredeti célja a mosómedvevadászat után kapta, amikor is a kutya a vadászat után felfalta zsákmányát, azonban az összes vadász a világon ezt megcáfolva kijelentheti, hogy ez a faj soha nem evett és soha nem is fog mosómedvét enni.
A mosómedvekopó falkavadászatban kiváló, de egyénileg is használják. A mosómedvekopó falkánál a vadászok nem üldözik a vadat a kutyák mellett, ellentétben szervezett rókavadászattal, hanem figyelnek és várják, a jelzést. A kutya ugatásának (üvöltésének) jellegzetes tónusából a vadász tudja, ha a kutya zsákmányt talált. Megfelelő képzéssel a mosómedvekopó készségesen adja át az elejtett vadat gazdájának.

## Jellem
Természete rámenős és élénk. Könnyen kezelhető állat, bár ha szagot fog, makacsul követi a nyomot. A fekete-cser mosómedvekopó nem a tipikus szobakutya, mégis példaértékű házi kedvenc. Kiegyensúlyozott, kedves, nyugodt, házon belül pedig figyelemfelkeltő jelenség. A szabadban erős vadászösztön veszi át a szerepet és ha egyszer szagot fog, nagyon nehéz, ha nem egyenesen lehetetlen a nyomról visszahívni. A mosómedvekopó vele született öröksége, hogy erős, független, és makacsul követi a nyomot. Gyengéd és türelmes a gyerekekkel, de egy erős, független kutya mellé nem biztos, hogy egy játékos gyermek jó társ. Más házi kedvenccel először tolakodó lehet, de viszonylag hamar összeszoktatható, kutyákkal pedig kimondottan barátságos, türelmes. Ez alapkövetelmény volt a fajta kitenyésztésénél, hiszen a jó falkakutyának minden körülmények között el kellett viselnie fajtársait, ezért az agresszív egyedeket kiválogatták. Idegenekkel fenntartással viselkedik. Gyakran használja a fajtára jellemző öblös üvöltését.

## Egészség
Mivel ősi kutyafajták génjei találhatók meg bennük, a fekete-cser mosómedvekopó igen egészséges fajta, de van néhány betegség, mint a csípő dysplasia, fülgyulladás, fülrák, és szemproblémák, ami ennél a fajtánál is előfordult már, főleg beltenyészetből született kiskutyáknál.

## Tartás
A fekete-cser mosómedvekopó mérföldeket képes futni, ezért kiváló futópartner lehet, bár általában elégedett egy hosszú sétával vagy egy kirándulással a rétre, parkba, stb. Itt szabadon bóklászhat ha elkap egy szagot, így minden kültéri program biztonságos területen ajánlatos. Szőrzetének ápolása könnyű, havi 2-3 kikefélés elegendő, viszont az érzékenyebb orrú gazdiknak ajánlott a gyakori fürdetés, mivel a mosómedvekopó rendelkezhet egy bizonyos vadászkutyaszaggal. A legtöbb mosómedvekopó nyáladzik bizonyos mértékben, ezért szükség lehet rendszeres törlésre. A füleket is rendszeresen tisztítani kell.